# Desfiladeiro de Boom

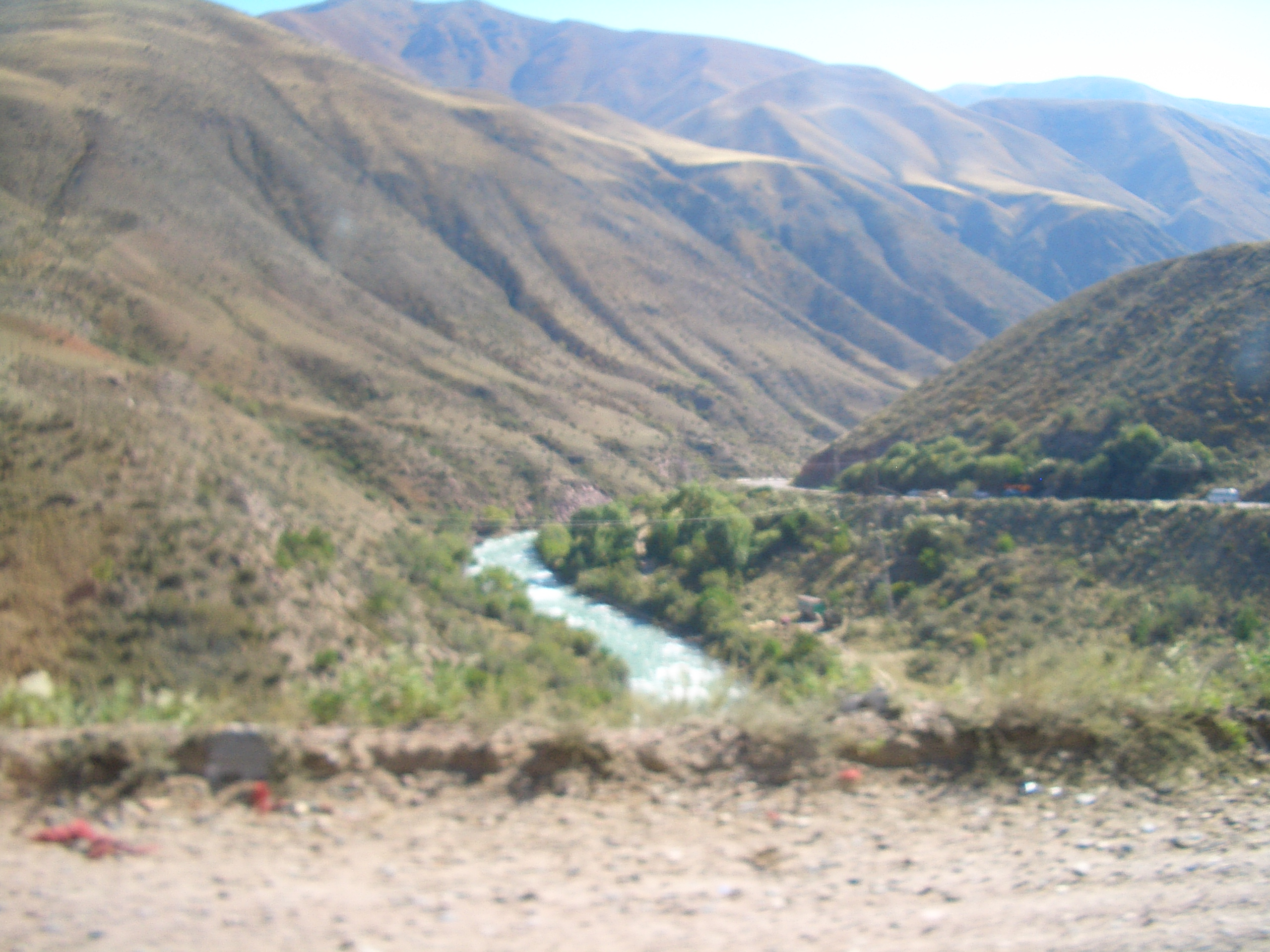
Desfiladeiro de Boom

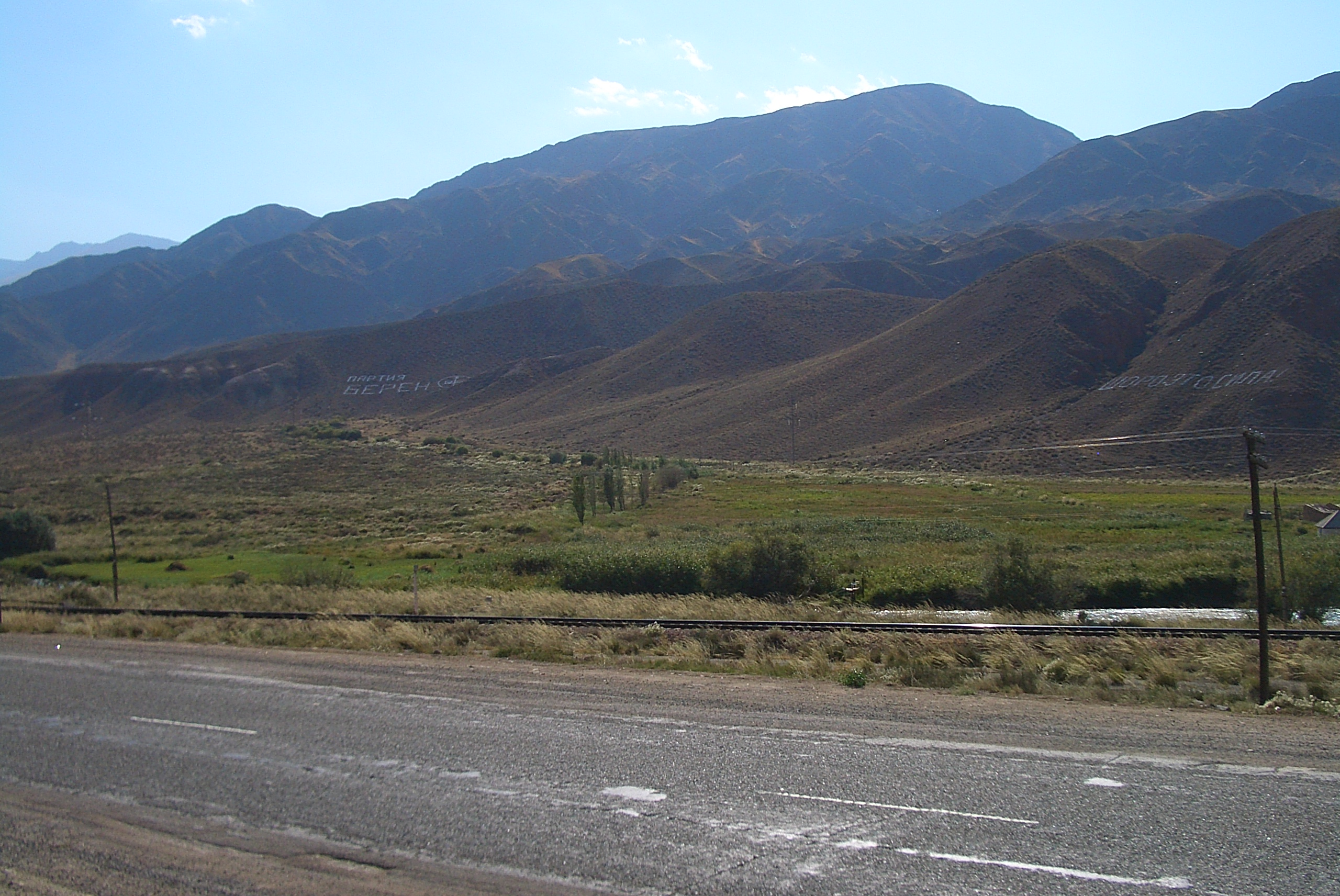
Montanhas, desfiladeiro de Boom

O Desfiladeiro de Boom ('desfiladeiro', em quirguiz: Боом капчыгайы; em russo: Боо́мское уще́лье) é um desfiladeiro anterior nas províncias de Chuy e de Issyk-Kul do Quirguistão.
A garganta corta, numa direção geral norte-sul, através de um dos sistemas da cordilheira de Tian Shan. A faixa a leste do desfiladeiro é conhecida como Kyungey Ala-Too (em russo: Кюнгей Ала-Тоо), com base na grafia semelhante do Quirguistão), o que fica a oeste é o quirguiz Ala-Too ((em russo: Кирги́зский хребе́т).
O rio Chu passa a norte pelo desfiladeiro e então entra no vale mais amplo do Chu. A autoestrada Bisqueque-Tokmak-Kemin-Balykchy (A365) passa pelo desfiladeiro, assim como o a linha de caminho-de-ferro que liga Bisqueque a Balykchy.